# Витта Фуудс
„Витта Фуудс“ ООД е българска компания, специализирана в производство и дистрибуция на замразени тестени изделия от точени кори и бутер тесто. Фирмата стартира през 2006 г. в Свиленград и има офис в София. Държи марките „Витта Кетъринг“ и „Царица“, с които предлага вити баници, бутер хапки и рулца с разнообразни солени и сладки пълнежи.
Фирмата има подписан договор с Университета за хранителни технологии – Пловдив за обучение на персонала и съвместна разработка на продукти и за доставка от страна на фирмата на суровини за производствената база на университета.
През април 2008 г. „Витта Фуудс“ получава награда за най-просперираща и успешно развиваща се българска фирма за 2007 г. на деветото издание на Панаира на производителите „Изберете българското!“ в НДК. На Международния панаир в Пловдив през май 2008 г. „Витта Фуудс“ е отличена със златен медал и диплом за продуктите с марка „Царица“.